# Serie Final de la Liga Nacional de Baloncesto 2010
La Serie Final de la Liga Nacional de Baloncesto 2010 fue la serie definitiva para la Liga Nacional de Baloncesto 2010. Los campeones del Circuito Sureste, los Cañeros de La Romana vencieron a los campeones del Circuito Norte, los Tiburones de Puerto Plata en 5 partidos (4-1). Edward Santana fue seleccionado Jugador Más Valioso de la Serie Final tras promediar un doble-doble con 15.4 puntos y 10.2 rebotes por partido.
Esta fue la primera aparición en una Serie Final de la liga para ambos equipos. También fue la primera Serie Final bajo el nombre de Liga Nacional de Baloncesto.
La serie se disputó del 9 al 15 de octubre de 2010 y fue disputada con el formato 2-2-1-1-1 (En Puerto Plata se disputaron los partidos 1, 2 y 5, mientras que en La Romana se jugaron los partidos 3 y 4).

## Trayectoria hasta la Serie Final
Estos son los resultados de ambos equipos desde el comienzo de la temporada:
| Circuito | Equipo                    | Serie regular         | Primero ronda                | Serie Final del Circuito                            |
| -------- | ------------------------- | --------------------- | ---------------------------- | --------------------------------------------------- |
| Norte    | Tiburones de Puerto Plata | 6-3 (2º del circuito) | Derrotaron a los Indios, 2-1 | Derrotaron a los Metros de Santiago, 3-2            |
| Sureste  | Cañeros de La Romana      | 5-4 (1º del circuito) | —                            | Derrotaron a los Titanes del Distrito Nacional, 3-1 |

El primer lugar del circuito clasificó directamente a la serie final del circuito, mientras que el segundo y tercer lugar del circuito se enfrentaron en la primera ronda.
Debido a la corta serie regular de este año, los Cañeros y los Tiburones no se enfrentaron en la serie regular, ya que cada equipo solo jugó 9 partidos (3 partidos contra cada equipo de su circuito).

## Serie Final

### Partido 1
| 9 de octubre de 2010 | Tiburones de Puerto Plata                                       | 90–102               | Cañeros de La Romana                                            |                                                             |  |  |
|                      | Parciales: 30 - 24, 16 - 30, 32 - 24, 12 - 24                   |                      |                                                                 |                                                             |  |  |
|                      | Estadísticas Kelvin Peña 31 Marlon Martínez 9 Courtney Nelson 5 | Reporte Pts Reb Asts | Estadísticas 23 Reggie Charles 13 Edward Santana 5 Tyron Thomas | Pabellón: Polideportivo Fabio Rafael González, Puerto Plata |  |  |
| Cañeros lideran 1-0  |                                                                 |                      |                                                                 |                                                             |  |  |
|                      |                                                                 |                      |                                                                 |                                                             |  |  |

### Partido 2
| 10 de octubre de 2010 | Tiburones de Puerto Plata                                              | 99–92                | Cañeros de La Romana                                                   |                                                             |  |  |
|                       | Parciales: 19 - 18, 29 - 21, 31 - 22, 20 - 31                          |                      |                                                                        |                                                             |  |  |
|                       | Estadísticas Sammy Villegas 28 Marlon Martínez 8 C. Morbán y T. Moot 6 | Reporte Pts Reb Asts | Estadísticas 18 Andy Williams 6 tres jugadores 2 E. Santana y J. Clark | Pabellón: Polideportivo Fabio Rafael González, Puerto Plata |  |  |
| Serie empatada 1-1    |                                                                        |                      |                                                                        |                                                             |  |  |
|                       |                                                                        |                      |                                                                        |                                                             |  |  |

### Partido 3
| 12 de octubre de 2010 | Cañeros de La Romana                                                       | 104–93               | Tiburones de Puerto Plata                                        |                                                                 |  |  |
|                       | Parciales: 23 - 26, 32 - 26, 30 - 19, 19 - 22                              |                      |                                                                  |                                                                 |  |  |
|                       | Estadísticas Edward Santana 19 Edward Santana 12 A. Williams y M. Carter 3 | Reporte Pts Reb Asts | Estadísticas 19 Kelvin Peña 7 Sandro Encarnación 7 Carlos Morbán | Pabellón: Polideportivo Eleoncio Mercedes, La Romana, La Romana |  |  |
| Cañeros lideran 2-0   |                                                                            |                      |                                                                  |                                                                 |  |  |
|                       |                                                                            |                      |                                                                  |                                                                 |  |  |

### Partido 4
| 13 de octubre de 2010 | Cañeros de La Romana                                               | 117–95               | Tiburones de Puerto Plata                                      |                                                                 |  |  |
|                       | Parciales: 21 - 26, 30 - 27, 27 - 21, 39 - 21                      |                      |                                                                |                                                                 |  |  |
|                       | Estadísticas Maurice Carter 26 Edward Santana 14 Maurice Carter 10 | Reporte Pts Reb Asts | Estadísticas 27 Marlon Martínez 9 Marlon Martínez 6 Joel Muñoz | Pabellón: Polideportivo Eleoncio Mercedes, La Romana, La Romana |  |  |
| Cañeros lideran 2-0   |                                                                    |                      |                                                                |                                                                 |  |  |
|                       |                                                                    |                      |                                                                |                                                                 |  |  |

### Partido 5
| 15 de octubre de 2010      | Tiburones de Puerto Plata                                      | 85–93                | Cañeros de La Romana                                         |                                                             |  |  |
|                            | Parciales: 14 - 30, 30 - 24, 27 - 18, 14 - 21                  |                      |                                                              |                                                             |  |  |
|                            | Estadísticas Carlos Morbán 23 Marlon Martínez 11 Kelvin Peña 7 | Reporte Pts Reb Asts | Estadísticas 14 Ramón Ruiz 10 Alexis Montas 3 Maurice Carter | Pabellón: Polideportivo Fabio Rafael González, Puerto Plata |  |  |
| Cañeros ganan la serie 4-1 |                                                                |                      |                                                              |                                                             |  |  |
|                            |                                                                |                      |                                                              |                                                             |  |  |

## Rosters

### Cañeros de La Romana
| Cañeros de La Romana     | Cañeros de La Romana | Cañeros de La Romana | Cañeros de La Romana   |
| #                        | Nombre               | Nacionalidad         | Posición               |
| ------------------------ | -------------------- | -------------------- | ---------------------- |
| 13                       | Maurice Carter       | Estados Unidos       | Armador (1)            |
| 8                        | Gustavo Castillo     | República Dominicana | Escolta (2)            |
| 21                       | Reggie Charles       | Estados Unidos       | Delantero (3)          |
| 14                       | Jason Clark          | Estados Unidos       | Delantero (3)          |
| 4                        | Luis Henríquez       | República Dominicana | -                      |
| 23                       | Alexis Montas        | República Dominicana | Delantero de poder (4) |
| 9                        | Juan Pablo Montas    | República Dominicana | Delantero de poder (4) |
| 12                       | Paúl Ramírez         | República Dominicana | Escolta (2)            |
| 25                       | Guarionex Rivera     | República Dominicana | -                      |
| 6                        | Ramón Ruiz           | República Dominicana | Escolta (2)            |
| 17                       | Edward Santana       | República Dominicana | Delantero de poder (4) |
| 45                       | Tyron Thomas         | Estados Unidos       | Escolta (2)            |
| 7                        | Andy Williams        | República Dominicana | Delantero (3)          |
| Dirigente: Carlos Medina |                      |                      |                        |

### Tiburones de Puerto Plata
| Tiburones de Puerto Plata | Tiburones de Puerto Plata | Tiburones de Puerto Plata | Tiburones de Puerto Plata |
| #                         | Nombre                    | Nacionalidad              | Posición                  |
| ------------------------- | ------------------------- | ------------------------- | ------------------------- |
| 22                        | Sandro Encarnación        | República Dominicana      | Centro (5)                |
| 11                        | Oliver González           | República Dominicana      | Escolta (2)               |
| 10                        | Marlon Martínez           | República Dominicana      | Delantero de poder (4)    |
| 6                         | Miguel Martínez           | República Dominicana      | Armador (1)               |
| 5                         | Carlos Morbán             | República Dominicana      | Escolta (2)               |
| 33                        | Terquin Mott              | Estados Unidos            | Delantero de poder (4)    |
| 12                        | Joel Muñoz                | Panamá                    | Armador (1)               |
| 12                        | Courtney Nelson           | Estados Unidos            | Armador (1)               |
| 4                         | Juan Carlos Ortega        | República Dominicana      | Escolta (2)               |
| 9                         | Kelvin Peña               | República Dominicana      | Escolta (2)               |
| 32                        | Eddy Rosario              | República Dominicana      | Armador (1)               |
| 40                        | Sammy Villegas            | Puerto Rico               | Delantero (3)             |
| 15                        | Adolfo Williams           | República Dominicana      | Delantero (3)             |
| Dirigente: José García    |                           |                           |                           |

## Estadísticas

### Cañeros de La Romana
| Jugador           | PJ | PT | MPP  | TC%  | 3P%  | TL%   | RPP  | APP | ROB | TPP | PPP  |
| ----------------- | -- | -- | ---- | ---- | ---- | ----- | ---- | --- | --- | --- | ---- |
| Maurice Carter    | 5  | 5  | 31.6 | 43.1 | 37.9 | 76.0  | 2.4  | 3.6 | 1.2 | 0.0 | 16.0 |
| Gustavo Castillo  | 4  | 0  | 5.5  | 33.3 | 0.0  | 50.0  | 1.8  | 0.5 | 0.8 | 0.0 | 1.3  |
| Reggie Charles    | 5  | 4  | 28.6 | 52.0 | 22.2 | 40.0  | 7.6  | 1.2 | 1.0 | 0.2 | 17.6 |
| Jason Clark       | 5  | 0  | 7.2  | 75.0 | 0.0  | 50.0  | 1.0  | 0.6 | 0.4 | 0.2 | 1.4  |
| Luis Henríquez    | 4  | 0  | 2.0  | 40.0 | 0.0  | 0.0   | 0.5  | 0.0 | 0.3 | 0.0 | 1.0  |
| Alexis Montas     | 3  | 2  | 25.7 | 52.4 | 0.0  | 50.0  | 9.7  | 1.0 | 0.7 | 1.3 | 8.0  |
| Juan Pablo Montas | 5  | 3  | 23.8 | 65.3 | 66.7 | 85.7  | 5.6  | 1.0 | 1.6 | 0.6 | 10.0 |
| Paúl Ramírez      | 5  | 0  | 7.6  | 45.5 | 50.0 | 50.0  | 0.6  | 1.2 | 0.6 | 0.0 | 2.4  |
| Guarionex Rivera  | 1  | 0  | 1.0  | 0.0  | 0.0  | 0.0   | 0.0  | 0.0 | 1.0 | 0.0 | 0.0  |
| Ramón Ruiz        | 5  | 0  | 7.8  | 51.7 | 35.7 | 100.0 | 0.6  | 0.6 | 0.4 | 0.0 | 7.8  |
| Edward Santana    | 5  | 5  | 29.4 | 56.7 | 12.5 | 50.0  | 10.2 | 1.0 | 1.2 | 0.6 | 15.4 |
| Tyron Thomas      | 5  | 4  | 22.4 | 53.2 | 14.3 | 38.5  | 3.4  | 1.8 | 0.8 | 0.0 | 11.2 |
| Andy Williams     | 5  | 2  | 20.4 | 46.9 | 32.0 | 92.3  | 4.8  | 2.2 | 1.6 | 0.2 | 13.2 |

### Tiburones de Puerto Plata
| Jugador            | PJ | PT | MPP  | TC%  | 3P%  | TL%  | RPP | APP | ROB | TPP | PPP  |
| ------------------ | -- | -- | ---- | ---- | ---- | ---- | --- | --- | --- | --- | ---- |
| Sandro Encarnación | 5  | 1  | 16.4 | 65.5 | 0.0  | 40.0 | 4.4 | 0.2 | 0.4 | 1.2 | 8.0  |
| Oliver González    | 5  | 1  | 14.4 | 55.0 | 0.0  | 62.5 | 2.8 | 0.2 | 1.4 | 0.0 | 4.0  |
| Marlon Martínez    | 5  | 5  | 31.2 | 62.3 | 0.0  | 55.6 | 8.6 | 1.4 | 0.8 | 0.4 | 17.2 |
| Miguel Martínez    | 3  | 0  | 1.7  | 0.0  | 0.0  | 0.0  | 0.0 | 0.0 | 0.7 | 0.0 | 0.0  |
| Carlos Morbán      | 5  | 5  | 33.2 | 40.3 | 31.7 | 92.0 | 4.2 | 4.0 | 2.4 | 0.2 | 18.0 |
| Terquin Mott       | 5  | 1  | 21.0 | 34.2 | 18.2 | 85.7 | 5.0 | 2.0 | 1.2 | 1.0 | 6.8  |
| Joel Muñoz         | 3  | 3  | 30.3 | 33.3 | 33.3 | 70.0 | 1.3 | 4.0 | 0.7 | 0.0 | 6.3  |
| Courtney Nelson    | 2  | 1  | 22.5 | 66.7 | 33.3 | 0.0  | 0.0 | 3.0 | 1.0 | 0.5 | 6.5  |
| Juan Carlos Ortega | 5  | 0  | 6.4  | 40.0 | 25.0 | 0.0  | 0.6 | 0.2 | 0.4 | 0.0 | 2.8  |
| Kelvin Peña        | 4  | 4  | 30.5 | 47.5 | 31.6 | 75.0 | 3.3 | 4.3 | 1.3 | 0.3 | 20.5 |
| Eddy Rosario       | 3  | 0  | 2.0  | 0.0  | 0.0  | 0.0  | 0.3 | 0.0 | 0.0 | 0.0 | 0.0  |
| Sammy Villegas     | 4  | 4  | 26.3 | 51.9 | 41.7 | 88.9 | 2.5 | 2.8 | 1.0 | 0.0 | 11.5 |
| Adolfo Williams    | 3  | 0  | 3.7  | 83.3 | 0.0  | 50.0 | 0.7 | 0.0 | 0.0 | 0.0 | 3.7  |